# Filago congesta
Filago congesta là một loài thực vật có hoa trong họ Cúc. Loài này được Guss. ex DC. mô tả khoa học đầu tiên năm 1838.